# Thyrocopa abusa
Thyrocopa abusa är en fjärilsart som beskrevs av Walsingham 1907. Thyrocopa abusa ingår i släktet Thyrocopa och familjen plattmalar. Inga underarter finns listade i Catalogue of Life.